# 穆公 (召)
穆公（ぼくこう、生没年不詳）は、召の君主。姫姓召氏。名は虎。幽伯の子。母は召姜。召公奭の16世の孫。

## 生涯
当時、周の厲王は暴虐で、国人暴動（国人の乱）を引き起こした。穆公は太子静を匿い、死んだことにした。太子静はその後脱出した。厲王の死後、太子静（宣王）が即位し、穆公と周の定公が執政を補佐した。これを共和と言う。
穆公は7,000人の軍を率い、40,000人の淮夷の軍を破った。